# Nosy Vorona
Nosy Vorona is een onbewoond eilandje van Madagaskar in de Straat Mozambique, behorend tot de Indische Oceaan. Het eiland behoort administratief tot de gemeente Nosy Be in de regio Diana. Het eiland ligt ten oosten van Nosy Komba en ten zuidoosten van Nosy Be. Het heeft een oppervlakte van ongeveer 2500 m2.
Op het eiland staat een resort en een vuurtoren. Men kan hier diepzeeduiken, kanovaren en vissen. 